# Селюнин, Сергей Геннадьевич
Сергей Геннадьевич Селюнин (2 марта 1958, Таллин, СССР — 8 января 2021, Ломоносов, Санкт-Петербург, Россия) — рок-музыкант, автор и исполнитель песен, лидер группы «Выход». Брат, Андрей Селюнин (1963—2021) — рок-музыкант, автор и исполнитель песен, аранжировщик, поэт, композитор.

## Биография
Родился в Таллине в семье военного. Детство провёл, в основном, в Мурманской области. В 1973 году был приглашён в специализированную физико-математическую школу № 45 при Ленинградском государственном университете и переехал в Ленинград.
Начал сочинять песни в конце 1970-х годов, будучи студентом Ленинградского университета; был связан с несколькими студенческими рок-группами («Архивариусы», «БКА», «Гулливер», «Реквием»). В марте 1982 на сцене Ленинградского рок-клуба состоялся дебют группы «Выход» в одном концерте с «Кино», «Странными играми» и «Реквиемом». Летом того же года был записан первый магнитофонный альбом «Брат Исайя», за ним последовали ещё несколько магнитоальбомов. В 1986 году переехал в Москву, где вскоре собрал новый состав группы. В 1989 году вернулся в Ленинград и сотрудничал с музыкантами «Аквариума» (сборник «Аквариум и Силя»). Всего более чем за 20 лет в группе переиграла пара сотен музыкантов, выпущено около двадцати электрических и акустических альбомов. В сольных выступлениях Сили периодически принимал участие виолончелист Пётр Акимов.
В 2019-м году издал юмористическую книгу о так называемом «русском роке» и о себе «Как ЯДелал рок-н-ролл» или попросту ЯД.
Несмотря на отсутствие шумного успеха, песни Сили имеют свою аудиторию, в которой пользуются устойчивой популярностью и любовью; они также исполняются другими музыкантами (например, Ольгой Арефьевой).
11 января 2021 года Селюнин был найден мёртвым у себя дома в Санкт-Петербурге. Причина смерти — продолжительная болезнь. Установленная дата смерти музыканта — 8 января.

## Дискография
Большая часть альбомов издана лейблом Отделение Выход, которым руководит Олег Коврига.
- 2019 — «Подкрался»
- 2010 — «Полуживой»
- 2006 — «Врубись»
- 2005 — «Всё ещё не могу кончить (Лучшее и новое)»
- 2002 — «Рыжий альбом»
- 1999 — «Два года до конца»
- 1997 — «ВыходК»
- 1997 — «ВЫХОД в рок-клубе — 97»
- 1996 — «Популярный психоанализ»[3]
- 1994-96 — «Домашние концерты»
- 1994 — «Выхода нет»[3]
- 1991 — «Не могу кончить»
- 1991 — «Год Козла»
- 1990 — «Непрерывность простых вещей»[3]
- 1982 — «Брат Исайя»

### Совместные альбомы и сборники
- 1990 — Группа «Чёрные Индюки» — «Говнорок»
- 1993 — Ноль и СиЛя — «Созрела дурь»
- 1993 — «Отчёт 1983—1993» (исполнение песни «Прогулки по воде»)
- 1998 — «Зоопарк русского рока»
- 2003 — Сборник «Ты пригласи меня на анашу»
- 2003 — Сборник «Ш3» («Шансон с человеческим лицом»)
- 2008 — Сборник «Песни Александра Лаэртского»

### Записанные, но неизданные альбомы
- 1983 — «Я, ты и Муму» («Втроём»)
- 1984 — «11 этаж»
- 1985 — «Знаем слово»
- 1986 — «Инспектор ГАИ»
- 1986 — «Несостоявшийся концерт в Москве»